# Llista d'episodis de Codi: Lyoko
Aquesta llista correspon als episodis de la sèrie de dibuixos animats francesa Codi: Lyoko.

## Temporades
|  | Preludi      | 2  | 21 d'octubre del 2006   | 21 d'octubre del 2006   |
|  | 1            | 26 | 3 de setembre del 2003  | 25 de febrer del 2004   |
|  | 2            | 26 | 31 d'agost del 2005     | 8 de febrer del 2006    |
|  | 3            | 13 | 9 de setembre del 2006  | 8 de novembre del 2006  |
|  | 4            | 30 | 13 d'agost del 2007     | 10 de novembre del 2007 |
|  | 5 (Evolució) | 26 | 19 de desembre del 2012 | 19 de desembre del 2013 |

## Llista d'episodis

### Temporada 1
| # | # (sèrie) | Nom                                                  | Data d'estrena a França | Data d'estrena als EUA   |
| --- | --------- | ---------------------------------------------------- | ----------------------- | ------------------------ |
| 0 | 0         | «El XANA es desperta» «Le réveil de XANA»            | 21 d'octubre del 2006   | 2 i 3 d'octubre del 2006 |
| En Jeremie descobreix un superordinador en una fàbrica abandonada. Dins hi troba una intel·ligència artificial que anomena Maia. Però uns esdeveniments cada cop més estranys comencen a succeir-li. |           |                                                      |                         |                          |
| 1 | 1         | «Un godzilla de peluix» «Teddygozilla»               | 3 de setembre del 2003  | 19 d'abril del 2004      |
| El XANA ha tornat a organitzar un altre atac contra el nostre planeta. Aquesta vegada a través de l'osset de peluix de la Milly, alumna del col·legi on estudien els nostres herois. Osset? O més aviat monstre de peluix?! El planeta està en perill i només hi ha cinc persones que el poden salvar!                                    |           |                                                      |                         |                          |
| 2 | 2         | «Veure per creure» «Le voir pour le croire»          | 10 de setembre del 2003 | 20 d'abril del 2004      |
| Després d'apoderar-se del grup electrogen del col·legi, l'objectiu del XANA és fer volar una planta nuclear. De fet, el perill és tan gran que els nostres herois han decidit revelar la existència de Lyoko a les autoritats. Se'ls creuran? O s'hauran de buscar la vida tot sols, com de costum?                                       |           |                                                      |                         |                          |
| 3 | 3         | «Vacances enmig de la boira» «Vacance dans la brume» | 17 de setembre del 2003 | 21 d'abril del 2004      |
| En Jeremie, que preveu un possible atac del XANA, s'ho ha manegat perquè el castiguin a quedar-se al col·legi durant les vacances. La Sissi, que sospita que en Jeremie amaga algun secret, també se les ha enginyat per passar les vacances a l'escola. El gas tòxic no trigarà a aparèixer…                                             |           |                                                      |                         |                          |
| 4 | 4         | «Carnet de bord»                                     | 24 de setembre del 2003 | 22 d'abril del 2004      |
| La Sissi s'ha apoderat del diari de l'Ulrich, que conté detalls de les activitats secretes del nostre heroi i parla de l'existència de Lyoko. En realitat, però, el problema greu és que el XANA té el control del bus elèctric que porta tots els nostres amics d'excursió. I els dirigeix cap a un complex químic!                      |           |                                                      |                         |                          |
| 5 | 5         | «Un gran amor» «Big bogue»                           | 1 d'octubre del 2003    | 23 d'abril del 2004      |
| El XANA ha creat un virus informàtic i l'ha escampat per Internet. D'entrada, no sembla que sigui un problema gaire greu, si no fos perquè hi ha dos trens que estan a punt de xocar! El sistema informàtic de la xarxa de ferrocarrils ha quedat molt malmès i no hi ha manera d'aturar-los!                                             |           |                                                      |                         |                          |
| 6 | 6         | «Un cruel dilema» «Cruel dilemme»                    | 8 d'octubre del 2003    | 26 d'abril del 2004      |
| El XANA ha convertit les esplanadores que han de remodelar el gimnàs del col·legi en armes gairebé invencibles. Durant la batalla a Lyoko, la Yumi caurà en un mar digital i es convertirà en un personatge virtual. Just quan en Jeremie havia descobert com convertir l'Aelita en una persona de carn i ossos!                          |           |                                                      |                         |                          |
| 7 | 7         | «Un problema d'imatge» «Problème d'image»            | 15 d'octubre del 2003   | 27 d'abril del 2004      |
| La Yumi, durant una missió de rutina per Lyoko, desapareix i torna a aparèixer, inconscient, en un dels escàners de la fàbrica. El que no sap ningú és que l'autèntica Yumi encara és a Lyoko, presonera del XANA, que ha enviat un clon de la Yumi al món real amb un únic objectiu: destruir els nostres herois!                        |           |                                                      |                         |                          |
| 8 | 8         | «Última seqüència» «Clap de fin»                     | 22 d'octubre del 2003   | 28 d'abril del 2004      |
| Un director de cinema ha decidit rodar la seva pròxima pel·lícula a la fàbrica dels nostres herois. Quin desastre! Què passarà si descobreixen el laboratori, el Súper Ordinador i Lyoko?! L'Ulrich ja s'ha afanyat a trobar feina amb l'equip de rodatge. La Sissi no serà menys. I el XANA aviat atacarà!                               |           |                                                      |                         |                          |
| 9 | 9         | «Satèŀlit» «Satellite»                               | 29 d'octubre del 2003   | 29 d'abril del 2004      |
| En plena classe de ciències comencen a sonar els mòbils de tots els alumnes. En Jeremie és el primer de descobrir que el XANA està darrere d'aquest misteri. El Superordinador fa servir l'antena de comunicacions per controlar un satèl·lit militar molt poderós. Una victòria a Lyoko és vital, per salvar el planeta, i la Yumi…      |           |                                                      |                         |                          |
| 10 | 10        | «La noia dels meus somnis» «Créature de rêve»        | 5 de novembre del 2003  | 30 d'abril del 2004      |
| T'imagines la sorpresa que s'enduran els nostres herois quan vegin la nova alumna del col·legi? És l'Aelita en persona! A més, a Lyoko, no hi ha ni rastre de la nostra heroïna virtual! En Jeremie està convençut que no és una simple coincidència. Ja poden estar amb els ulls ben oberts!                                             |           |                                                      |                         |                          |
| 11 | 11        | «La plaga» «Enragés»                                 | 12 de novembre del 2003 | 3 de maig del 2004       |
| En Jeremie té un problema molt seriós: és massa intel·ligent. Els professors n'estan tan convençuts que volen que vagi a una escola per a nois superdotats. Mentrestant, el XANA ha convertit les rates del col·legi en un exèrcit indestructible. Com li pararan els peus sense en Jeremie?                                              |           |                                                      |                         |                          |
| 12 | 12        | «Atac en massa» «Attaque en piqué»                   | 19 de novembre del 2003 | 4 de maig del 2004       |
| El XANA ha enginyat una altra manera d'atacar el nostre planeta: contaminant les vespes que volten pel col·legi. D'altra banda, la Sissi, una alumna que està boja per l'Ulrich, està creant molt malestar entre els nostres herois. Abans d'aturar el XANA, hauran de solucionar un grapat de malentesos…                                |           |                                                      |                         |                          |
| 13 | 13        | «D'un pèl» «D'un cheveu»                             | 26 de novembre del 2003 | 5 de maig del 2004       |
| Després d'un altre intent frustrat de donar vida a l'Aelita, el programa de la nostra heroïna virtual s'ha penjat. Ara corre el perill de desaparèixer de Lyoko per sempre! En Jeremie té el temps comptat. Ha de solucionar el problema abans que el XANA activi el seu pròxim atac. Si no…                                              |           |                                                      |                         |                          |
| 14 | 14        | «La trampa» «Piège»                                  | 3 de desembre del 2003  | 6 de maig del 2004       |
| Després d'un altre intent frustrat de donar vida a l'Aelita, el programa de la nostra heroïna virtual s'ha penjat. Ara corre el perill de desaparèixer de Lyoko per sempre! En Jeremie té el temps comptat. Ha de solucionar el problema abans que el XANA activi el seu pròxim atac. Si no…                                              |           |                                                      |                         |                          |
| 15 | 15        | «Atac de riure» «Crise de rire»                      | 10 de desembre del 2003 | 7 de maig del 2004       |
| La Yumi està molt trasbalsada, perquè els seus pares han decidit separar-se. Mentre els seus amics miren d'animar-la, el XANA s'ha fet amb el control d'una ampolla de gas que la senyora Hertz farà servir a classe de ciències. El gas és N2O, conegut com el gas del riure, però les intencions del XANA no fan gens de riure…         |           |                                                      |                         |                          |
| 16 | 16        | «Claustrofòbia» «Claustrophobie»                     | 17 de desembre del 2003 | 10 de maig del 2004      |
| El XANA ha dut a terme un altre dels seus atacs terrorífics. Aquest cop ha convertit el bar del col·legi en una presó electrificada. Ningú no en pot sortir! Ningú no hi pot entrar! La situació és claustrofòbica! L'única que pot salvar els nostres herois és la Yumi, des de Lyoko…                                                   |           |                                                      |                         |                          |
| 17 | 17        | «Amnèsia» «Mémoire morte»                            | 24 de desembre del 2003 | 11 de maig del 2004      |
| Fent servir una màquina del laboratori de química, el XANA ha creat uns nanovirus amb la capacitat d'atacar les cèl·lules de la memòria del cervell dels humans. El primer de caure és l'Ulrich. La Sissi se n'aprofitarà: li farà creure que és la seva nòvia i que l'Odd, en Jeremie i la Yumi són els seus enemics.                    |           |                                                      |                         |                          |
| 18 | 18        | «Música mortal» «Musique mortelle»                   | 31 de desembre del 2003 | 12 de maig del 2004      |
| L'Ulrich, tip d'aguantar el desordre i la música de l'Odd, ha decidit passar la nit a casa d'en Jeremie. L'Odd, tot sol, entrarà en un estat de trànsit i es quedarà immòbil. L'endemà l'han d'ingressar a l'hospital. Però no és pas l'únic, el segueix la Sissi i molts altres, fins i tot d'altres ciutats…                            |           |                                                      |                         |                          |
| 19 | 19        | «Frontera» «Frontière»                               | 7 de gener del 2003     | 13 de maig del 2004      |
| Després d'una discussió amb l'Aelita, en Jeremie decideix que ha d'anar en persona a Lyoko a demanar-li perdó. La Yumi no ho veu gaire clar i, per confirmar els seus dubtes, aviat en Jeremie es trobarà atrapat entre el món real i l'univers virtual. Ara tot depèn de l'Aelita…                                                       |           |                                                      |                         |                          |
| 20 | 20        | «Els robots» «L'âme des robots»                      | 14 de gener del 2003    | 14 de maig del 2004      |
| El XANA s'ha fet amb el control de la línia de muntatge de la fàbrica abandonada i ha deixat anar un robot terrorífic perquè provoqui el caos al col·legi. El més greu, però, és que el XANA ha destruït el laboratori. Això vol dir que, fins que no el tornin a posar en marxa, no poden accedir a Lyoko. I l'Aelita està en perill!    |           |                                                      |                         |                          |
| 21 | 21        | «Zona de gravetat zero» «Gravité zéro»               | 21 de gener del 2003    | 17 de maig del 2004      |
| El XANA s'ha fet amb el control de la línia de muntatge de la fàbrica abandonada i ha deixat anar un robot terrorífic perquè provoqui el caos al col·legi. El més greu, però, és que el XANA ha destruït el laboratori. Això vol dir que, fins que no el tornin a posar en marxa, no poden accedir a Lyoko. I l'Aelita està en perill!    |           |                                                      |                         |                          |
| 22 | 22        | «Rutina» «Routine»                                   | 28 de gener del 2003    | 18 de maig del 2004      |
| Tip de les trifulgues amb el XANA i de la indiferència de la Yumi, l'Ulrich ha començat a sortir amb una altra noia. De sobte, s'activa una torre a Lyoko i, davant del dubte, l'Ulrich, la Yumi i l'Odd es presenten a l'univers virtual. Allà, s'adonaran que han caigut en una trampa. Si proven de tornar, desapareixeran per sempre… |           |                                                      |                         |                          |
| 23 | 23        | «Enfonsar-se» «36e dessous»                          | 4 de febrer del 2003    | 19 de maig del 2004      |
| El fantasma del XANA ha modificat l'estructura dels fonaments de l'edifici del col·legi, que ja ha començat a enfonsar-se. L'única manera d'evitar la catàstrofe és anar a Lyoko. A més, la Sam, l'"amiga" de l'Odd, està presonera a l'edifici de ciències, que ja és sota terra. Serà una cursa contra rellotge!                        |           |                                                      |                         |                          |
| 24 | 24        | «Canal fantasma» «Canal fantôme»                     | 11 de febrer del 2003   | 20 de maig del 2004      |
| Com de costum, els nostres herois han aconseguit desactivar una altra torre. També, com de costum, han pogut tornar a temps al món real. Aquesta vegada, però, quan en Jeremie es presenta a la classe de ciències, dotze hores abans, s'adona que l'Odd, l'Ulrich i la Yumi no hi són. En realitat, no han tornat de Lyoko!              |           |                                                      |                         |                          |
| 25 | 25        | «Codi: Terra» «Code Terre»                           | 18 de febrer del 2003   | 21 de maig del 2004      |
| Per fi en Jeremie ha enllestit el programa de desvirtualització que ha de fer que l'Aelita es converteixi en una persona de carn i ossos! Finalment podran estar tots junts i acabar definitivament amb el Súper Ordinador. L'operació desvirtualització està en marxa! T'ho perdràs?!                                                    |           |                                                      |                         |                          |
| 26 | 26        | «Començament en fals» «Faux départ»                  | 25 de febrer del 2003   | 24 de maig del 2004      |
| La desvirtualització de l'Aelita ha estat tot un èxit. Ara ha arribat l'hora de destruir el XANA. En el moment de desendollar-la, però, l'Aelita es desmaia. En Jeremie descobrirà que la seva amiga ha estat infectada amb un virus que la té lligada al XANA. Si destrueixen el XANA, destruiran l'Aelita.                              |           |                                                      |                         |                          |

### Temporada 2
| # | # (sèrie) | Nom                                        | Data d'estrena a França | Data d'estrena als EUA  |
| --- | --------- | ------------------------------------------ | ----------------------- | ----------------------- |
| 1 | 27        | «Nou ordre» «Nouvelle donne»               | 31 d'agost del 2005     | 19 de setembre del 2005 |
| Entre altres coses, en Jeremie ha programat nous vehicles d'alt rendiment, el XANA ha afegit uns quants monstres a la seva col·lecció i l'Aelita, per fi, se n'ha anat a viure al col·legi amb els seus amics. Això sí, el XANA s'ha apoderat d'una casa prop del col·legi des d'on planificarà els seus pròxims atacs.    |           |                                            |                         |                         |
| 2 | 28        | «Terra desconeguda» «Terre inconnue»       | 7 de setembre del 2005  | 20 de setembre del 2005 |
| Tot investigant l'Ermita, la casa on l'Aelita ha tingut visions, en Jeremie descobreix que, fa molt de temps, havia estat propietat d'un tal senyor Franz Hopper, antic professor del Col·legi Kadic. Fins i tot hi podria haver una connexió entre ell, la fàbrica i el Súper Ordinador!                                  |           |                                            |                         |                         |
| 3 | 29        | «Exploració» «Exploration»                 | 14 de setembre del 2005 | 21 de setembre del 2005 |
| Ara que els nostres herois han descobert el Sector 5, han decidit anar a explorar-lo per revelar-ne alguns dels seus secrets. Aviat s'adonaran que, en realitat, aquest sector és una part del propi XANA. És el lloc perfecte per robar informació del seu enemic! I de saber més coses d'en Franz Hopper!                |           |                                            |                         |                         |
| 4 | 30        | «Un gran dia» «"Un grand jour»             | 14 de setembre del 2005 | 22 de setembre del 2005 |
| Els nostres herois no acaben d'entendre per què el XANA està tan interessat en el programa de "Retorn al Temps". El cas és que, sense adonar-se'n, el Súper Ordinador s'ha apoderat de la Sissi. I és que ara, el XANA és capaç, fins i tot, de controlar els humans! Qui serà el següent…?                                |           |                                            |                         |                         |
| 5 | 31        | «El senyor Puck» «Mister Pück»             | 28 de setembre del 2005 | 23 de setembre del 2005 |
| Les visions de l'Aelita l'han dut a fixar-se en una joguina de la qual sortirà una clau. Ni més ni menys que la clau de l'armari del senyor Franz Hopper! A l'interior hi ha un diari en un format ben especial: 13 cds. Ara la feina la té en Jeremie. Els cds s'han de descodificar!                                     |           |                                            |                         |                         |
| 6 | 32        | «El dia de Sant Valentí» «Saint Valentin»  | 5 d'octubre del 2005    | 26 de setembre del 2005 |
| El Dia dels Enamorats no comença gaire bé: l'Ulrich i la Yumi s'han discutit per culpa d'en William i l'Aelita ha rebut un collaret molt bonic. Ella està convençuda que és d'en Jeremie, però, en realitat, és un regal enverinat del XANA. Quan se'l posi, no podrà evitar la temptació de tornar a Lyoko…               |           |                                            |                         |                         |
| 7 | 33        | «El gran mix» «Mix final»                  | 12 d'octubre del 2005   | 27 de setembre del 2005 |
| Qui ho hauria dit, oi, que l'Aelita tindria tan bona oïda per la música electrònica? Està feta una D.J. de primera! Però no tot són bones notícies. A través d'en Jim, el XANA segrestarà l'Aelita. Els nostres herois hauran de vèncer un Jim cada cop més poderós.                                                       |           |                                            |                         |                         |
| 8 | 34        | «La baula perduda» «Chaînon manquant»      | 19 d'octubre del 2005   | 28 de setembre del 2005 |
| Amb l'objectiu de salvar l'Aelita, la Yumi s'ha trobat enmig d'un combat brutal contra un monstre. En Jeremie aviat s'adonarà que, després del combat, li és impossible desvirtualitzar la Yumi. I és que li falta una part molt important del cos: el codi ADN! Com s'ho faran? Pot ser que la solució sigui al Sector 5? |           |                                            |                         |                         |
| 9 | 35        | «Apostar sobre segur» «Chaînon manquant»   | 26 d'octubre del 2005   | 29 de setembre del 2005 |
| L'Ulrich, per evitar que la Yumi i els seus pares s'hagin de mudar, farà servir el programa de "Retorn al Passat" per comprar un bitllet de loteria. Sabent que fer servir aquest programa dona més poder al XANA, l'Ulrich queda fora del grup. Mentrestant, el XANA farà servir en Nicolas per llançar un atac…          |           |                                            |                         |                         |
| 10 | 36        | «Marabunta» «Marabounta»                   | 2 de novembre del 2005  | 30 de setembre del 2005 |
| Després d'haver desxifrat part del diari d'en Franz Hopper, en Jeremie descobreix que, amb un grapat de programes ben senzills, és capaç de dur a terme tasques molt complexes. Avui crearà la Marabunta, un programa per vèncer el XANA. D'entrada, sembla que és molt efectiu, però aviat començaran les desgràcies…     |           |                                            |                         |                         |
| 11 | 37        | «Interès comú» «Intérêt commun»            | 9 de novembre del 2005  | 3 d'octubre del 2005    |
| La bateria nuclear que dona energia al Súper Ordinador s'està acabant. El XANA, conscient del problema que això suposa, es disposa a robar urani. Quan els nostres herois s'adonin de la situació, si volen salvar l'Aelita, que també està en perill de desaparèixer, hauran d'ajudar el XANA…!                           |           |                                            |                         |                         |
| 12 | 38        | «La temptació» «Tentation»                 | 7 de desembre del 2005  | 25 de novembre del 2005 |
| Ja fa temps que en Jeremie es comporta d'una manera un xic estranya. No para d'insistir que tornin al passat, tot i saber que això augmenta els poders del XANA. Els nostres herois aviat descobriran que el XANA ha enredat en Jeremie perquè faci servir el diari d'en Franz Hopper per construir una màquina infernal…  |           |                                            |                         |                         |
| 13 | 39        | «Mala conducta» «Mauvaise conduite»        | 16 de novembre del 2005 | 26 d'octubre del 2005   |
| L'Ulrich i en William faran servir la classe d'Educació Vial per impressionar la Yumi. Mentrestant, el XANA ha llançat un nou atac: ha trobat la manera de materialitzar un cranc al món real! Si el volen vèncer, l'Ulrich i en William hauran de treballar en equip. Vols dir que en seran capaços…?                     |           |                                            |                         |                         |
| 14 | 40        | «L'atac dels zombis» «Contagion»           | 23 de novembre del 2005 | 4 d'octubre del 2005    |
| El XANA ha fet servir en Kiwi per escampar un virus que transforma les persones en zombis. Avui el col·legi es convertirà en l'escenari d'una autèntica pel·lícula de terror. En Jeremie i l'Aelita, que s'han quedat atrapats a la cafeteria, hauran d'arribar a la fàbrica abans que sigui massa tard.                   |           |                                            |                         |                         |
| 15 | 41        | «Ultimàtum» «Ultimatum»                    | 30 de novembre del 2005 | 5 d'octubre del 2005    |
| El XANA ha posseït el senyor Delmas, el director del col·legi, que ha segrestat la Yumi i l'Odd i ha donat un ultimàtum a en Jeremie: si l'Aelita no és al Sector Gel de Lyoko en dues hores, ja es pot acomiadar dels seus amics. Avui els nostres herois no poden perdre ni un segon!                                    |           |                                            |                         |                         |
| 16 | 42        | «Desordre» «Désordre»                      | 14 de desembre del 2005 | 6 d'octubre del 2005    |
| Després d'una altra missió a Lyoko, que ha estat tot un èxit, els nostres herois s'han tornat a materialitzar als escàners. Però hi ha hagut un problema: el programa no ha anat gaire a l'hora i ha col·locat la Yumi al cos de l'Odd, i viceversa! A més, es podrien desintegrar per sempre…!                            |           |                                            |                         |                         |
| 17 | 3         | «El petó del XANA» «Mon meilleur ennemi»   | 11 de gener del 2006    | 7 d'octubre del 2005    |
| Sembla ben bé que hagi arribat la primavera! I plena de malentesos! Primer, l'Aelita enxampa en Jeremie fent un petó a la Heidi. Després, la Yumi veu l'Ulrich fent-se un petó amb la Sissi. En Jeremie, a més, s'assabenta que l'Aelita surt amb en Nicolas! Pot ser que tots aquests incidents siguin cosa del XANA…?    |           |                                            |                         |                         |
| 18 | 44        | «Vertigen» «Vertige»                       | 11 de gener del 2006    | 24 d'octubre del 2005   |
| L'Ulrich no ho ha volgut reconèixer mai davant dels seus amics que li fan por les altures. Avui en William ho aprofitarà per humiliar-lo. I el XANA aprofitarà per enviar tota una colla de llops al bosc on s'ha anat a amagar l'Ulrich. La Yumi i l'Odd el busquen i també corren un greu perill…                        |           |                                            |                         |                         |
| 19 | 45        | «La guerra freda» «Guerre froide»          | 18 de gener del 2006    | 25 d'octubre del 2005   |
| El XANA ha fet servir un canal de televisió per provocar un canvi climàtic. La neu i les temperatures gèlides impedeixen els nostres herois d'arribar a la fàbrica per virtualitzar-se a Lyoko i desactivar la torre. La solució deixarà glaçat a més d'un! Potser fins i tot al XANA!                                     |           |                                            |                         |                         |
| 20 | 46        | «Records» «Empreintes»                     | 18 de gener del 2006    | 27 d'octubre del 2005   |
| Un cop més l'Aelita ha tingut tot de visions desconcertants. De fet, no deixa de ser una estratagema del XANA. Vol estimular la memòria de la nostra heroïna perquè vagi al Sector 5. Allà l'està esperant l'Scyphozoa, a punt per atacar! Però, en realitat, d'on vénen, aquestes visions?                                |           |                                            |                         |                         |
| 21 | 47        | «En plena forma» «Au meilleur de sa forme» | 25 de gener del 2006    | 28 d'octubre del 2005   |
| El XANA ha posseït la Yolanda, la infermera del col·legi, perquè capturi l'Aelita. La seva intenció és dur-la a Lyoko per lliurar-la a l'Scyphozoa. En Jeremie sap que han d'impedir que la Yolanda arribi als escàners, i ho farà posant en pràctica un nou projecte: activar una torre per donar poders a l'Odd.         |           |                                            |                         |                         |
| 22 | 48        | «Un fantasma perillós» «Esprit frappeur»   | 25 de gener del 2006    | 1 de novembre del 2005  |
| La Sissi, que està convençuda que al soterrani del col·legi hi ha fantasmes, ha organitzat una sessió d'espiritisme. El XANA aprofitarà per enviar-hi un espectre que provocarà un caos mai vist a l'escola. El fantasma de Kadic ha tornat! I, com s'ho faran els nostres herois per arribar a la fàbrica?!               |           |                                            |                         |                         |
| 23 | 49        | «Franz Hopper»                             | 1 de febrer del 2006    | 31 d'octubre del 2005   |
| Al laboratori s'ha presentat un home molt estrany que assegura que és en Franz Hopper. Els nostres herois no se'n saber avenir. Però… És cert? O és una altra tracamanya del XANA? D'entrada, és una mica sospitós que vulgui convèncer l'Aelita que vagi a Lyoko… No trobes…?                                             |           |                                            |                         |                         |
| 24 | 50        | «Contacte» «Contact»                       | 1 de febrer del 2006    | 25 de novembre del 2005 |
| Els nostres herois creuen que el XANA podria haver posseït la Sissi. Tenen força dubtes perquè, en realitat, la Sissi no els vol cap mal. Més aviat, intenta dir-los alguna cosa. Aviat descobriran una torre activada a Lyoko: algú està intentant posar-se en contacte amb ells. Podria ser que fos en Franz Hopper?!    |           |                                            |                         |                         |
| 25 | 51        | «Revelació» «Révélation»                   | 8 de febrer del 2006    | 9 de desembre del 2005  |
| Amb la intenció de facilitar la descodificació del diari d'en Franz Hopper, en Jeremie ha tornat a activar una altra torre. El XANA ho aprofitarà per accedir a la base on en Jeremie hi té guardada tota la informació secreta. T'imagines què en podria fer, de totes aquestes dades, el XANA…?                          |           |                                            |                         |                         |
| 26 | 52        | «La clau» «Réminiscence»                   | 8 de febrer del 2006    | 9 de desembre del 2005  |
| Per fi, i després d'haver descodificat el diari d'en Franz Hopper, en Jeremie ha descobert què és el virus que té l'Aelita lligada al XANA. En realitat, és un fragment de l'Aelita que podria ser al Sector 5. L'últim combat contra el XANA està a punt de començar… Te'l perdràs?!                                      |           |                                            |                         |                         |

### Temporada 3
| # | # (sèrie) | Nom                                             | Data d'estrena a França | Data d'estrena als EUA |
| --- | --------- | ----------------------------------------------- | ----------------------- | ---------------------- |
| 1 | 53        | «De dret al cor» «Droit au cœur»                | 9 de setembre del 2006  | 4 d'octubre del 2006   |
| Després de les vacances d'estiu, el grup es torna a trobar a l'escola Kàdic. Jeremie mira de trobar on s'amaga ara el XANA, mentre la Yumi parla amb l'Ulrich respecte l'estat de la seva relació. L'Odd utilitza uns mètodes poc ortodoxes per tal de seure a classe al costat dels seus amics. Encara més: el XANA prepara un atac al nucli central de Lyoko.                                                                                     |           |                                                 |                         |                        |
| 2 | 54        | «Lyoko menys un» «Lyokô moins un»               | 16 de setembre del 2006 | 5 d'octubre del 2006   |
| Durant una sortida amb la seva classe, la Yumi es troba enfrontada als estudiants, els professors i fins i tot el conductor de l'autocar, ja que el XANA els ha posseït a tots. A més, el XANA ha planejat prendre el control de Lyoko destruint els diferents sectors un per un. |           |                                                 |                         |                        |
| 3 | 55        | «Marea alta» «Raz de marée»                     | 23 de setembre del 2006 | 6 d'octubre del 2006   |
| El XANA ataca l'equip mitjançant la presa de possessió de grans quantitats de menjar. Al mateix temps intenta impedir l'accés a la torre activada del sector de les muntanyes, ocasionant la seva inundació pel Mar digital, però l'Odd i l'Aelita van al sector 5 per aturar-ho. |           |                                                 |                         |                        |
| 4 | 56        | «Pista falsa» «Fausse piste»                    | 30 de setembre del 2006 | 10 d'octubre del 2006  |
| El XANA hackeja la xarxa d'ordinadors d'una empresa armamentística, deixant pistes que apunten cap en Jeremie. Els agents del govern arriben a l'escola, i li segueixen les passes fins a la factoria. Aleshores el XANA els posseeix per tal d'atacar el superordinador. |           |                                                 |                         |                        |
| 5 | 57        | «Aelita»                                        | 7 d'octubre del 2006    | 11 d'octubre del 2006  |
| L'Aelita s'enfada amb en Jeremie. Ara ella i l'Odd han entrat en Lyoko sense dir res a ningú, i això els portarà problemes. El XANA ha muntat un parany que consisteix a fer que tothom vagi cap a desactivar la torre del sector de les muntanyes, mentre els seus monstres ataquen el cor de Lyoko. De mentres en Jeremie i l'Aelita troben un rastre d'ADN d'en Franz Hopper, cosa que fa que creguin que encara pot ser viu.                    |           |                                                 |                         |                        |
| 6 | 58        | «El pretendent» «Le prétendant»                 | 14 d'octubre del 2006   | 12 d'octubre del 2006  |
| L'Odd i l'Ulrich estan parlant a les dutxes quan un altre jove, Johnny, se'ls acosta i demana de parlar amb ells. L'Ulrich sap que a en Johnny li agrada la Yumi, i li aconsella que la segueixi per tot arreu per tal d'atreure la seva atenció. En realitat la Yumi odia aquest comportament, però quan estan sols en el gimnàs, un vol de corbs posseïts pel XANA ataquen la Yumi deixant-la inconscient. Ràpidament la porten cap a l'hospital. |           |                                                 |                         |                        |
| 7 | 59        | «El secret» «Le secret»                         | 21 d'octubre del 2006   | 13 d'octubre del 2006  |
| Després de ser rebutjat per la Yumi, en William vol esbrinar el secret que amaga la noia. Ben aviat troba la manera de seguir l'Ulrich i l'Odd fins a la fàbrica i descobreix el que són Lyoko i XANA. Quan surt es dona compte que un treballador de la construcció posseït està posant càrregues de demolició per la fàbrica. |           |                                                 |                         |                        |
| 8 | 60        | «Bogeria passatgera» «Une tarentule au plafond» | 1 de novembre del 2006  | 16 d'octubre del 2006  |
| Després de deixar el sector 5, l'Odd i l'Ulrich són atacats per un parell de mantes que els disparen un raig vermell. Tots dos comencen a tenir un comportament estrany en el món real, i es comporten com si encara estiguessin dins de Lyoko. Són declarats bojos i hospitalitzats, mentre en Jeremie cerca que és el que ha passat, i com els pot retornar a l'estat natural.                                                                    |           |                                                 |                         |                        |
| 9 | 61        | «Sabotatge» «Sabotage»                          | 2 de novembre del 2006  | 17 d'octubre del 2006  |
| El XANA aconsegueix malmetre el superordinador, i això fa que uns éssers comencin a aparèixer a Lyoko. Com que la seva energia decau ràpidament, en Jeremie ha de mirar de solucionar el problema abans no sigui massa tard. Per tal de concentrar les seves energies, l'Aelita elimina el sector del gel deixant operatius únicament el sector de les muntanyes i el sector 5.                                                                     |           |                                                 |                         |                        |
| 10 | 62        | «Ànima sense cos» «Désincarnation»              | 3 de novembre del 2006  | 18 d'octubre del 2006  |
| Durant unes proves per materialitzar l'Ulrich directament en el sector 5, el seu cos i la seva ànima se separen, deixant el cos atrapat a Lyoko, mentre el seu esperit és a la Terra. Com si les coses no anessin malament, el XANA posseeix el cos d'e lUlrich i l'utilitza per atacar el nucli. |           |                                                 |                         |                        |
| 11 | 63        | «Triple mortal» «Triple sot»                    | 6 de novembre del 2006  | 19 d'octubre del 2006  |
| L'Odd es queixa que ell, a Lyoko, no disposa d'uns poders especials com els seus amics. En Jeremie li dissenya un poder de teleportació. Funciona, però va deixant còpies seves en els punts des d'on es teleporta. |           |                                                 |                         |                        |
| 12 | 64        | «Un problema doble» «Surmenage»                 | 7 de novembre del 2006  | 20 d'octubre del 2006  |
| Com que els atacs del XANA són cada cop més difícils de contrarestar, el grup decideix afegir-hi un altre membre per tal de facilitar les tasques. En William és el primer candidat, però la Yumi no hi té confiança. |           |                                                 |                         |                        |
| 13 | 65        | «L'últim combat» «Dernier round»                | 8 de novembre del 2006  | 23 d'octubre del 2006  |
| En William ja forma part del grup, i una sèrie d'esdeveniments el deixen tot sol, junt l'Aelita, per a defensar Lyoko. Durant la seva primera missió, Xana el posseeix i l'utilitza com a general d'un enorme exèrcit que ataca el nucli de Lyoko. |           |                                                 |                         |                        |

### Temporada 4
| # | # (sèrie) | Nom                                                          | Data d'estrena a França | Data d'estrena als EUA                    |
| --- | --------- | ------------------------------------------------------------ | ----------------------- | ----------------------------------------- |
| 1 | 66        | «El retorn d'en William» «Renaissance»                       | 13 d'agost del 2007     | 18 de maig del 2007                       |
| Utilitzant les dades que en Franz Hopper li va donar, en Jeremie i l'Aelita s'ho maneguen per recrear el sector 5 de Lyoko. Poc després en William és desvirtualitzat, semblant perfectament normal. La Sissi decideix encarregar-se de dirigir Notícies Kàdic. |           |                                                              |                         |                                           |
| 2 | 67        | «Dos dobles» «Mauvaise réplique»                             | 14 d'agost del 2007     | 12 de juny del 2007                       |
| En William ha caigut sota el control del XANA. En Jeremie es posa a treballar redissenyant l'equipament del grup, i recreant Lyoko. Per tal de tenir més temps per a fer-ho, crea un clon seu que és qui anirà a classe. |           |                                                              |                         |                                           |
| 3 | 68        | «El teloner» «Première partie»                               | 29 d'octubre del 2007   | 19 de juny del 2007                       |
| El nebot d'en Jim, Chris, que és bateria d'un conjunt musical, fa una visita a Kàdic per mirar de fer-hi un acte de presentació del proper concert de la seva banda. |           |                                                              |                         |                                           |
| 4 | 69        | «La sala dels cops» «Double foyer»                           | 15 d'agost del 2007     | 26 de juny del 2007                       |
| En Jeremie ha desenvolupat un programa per a fer tornar el William original de Lyoko, per comptes del seu clon. Malauradament el programa te errades, i el que aconsegueix és que el XANA prengui el control d'una de les torres, mentre que Aelita no pot fer res per impedir-ho. |           |                                                              |                         |                                           |
| 5 | 70        | «Skidbladnir»                                                | 16 d'agost del 2007     | 3 de juliol del 2007                      |
| El nou "submarí" ja es troba gairebé acabat, i només li queda processar un programa secundari per a ser completat. Tanmateix l'Aelita i en Jeremie tenen problemes, i en William-XANA veu l'oportunitat d'atacar l'aparell. |           |                                                              |                         |                                           |
| 6 | 71        | «Viatge inaugural» «Premier voyage»                          | 17 d'agost del 2007     | 10 de juliol del 2007                     |
| El grup malda per tal de convèncer en Jeremie que els deixi provar l'Skid. Durant les proves, el sistema de navegació s'espatlla, i es queden atrapats en el vast Mar digital. |           |                                                              |                         |                                           |
| 7 | 72        | «Curs intensiu» «Leçon de choses»                            | 20 d'agost del 2007     | 17 de juliol del 2007                     |
| En Jeremie decideix ensenyar a l'Odd, l'Ulrich, i la Yumi, a manejar el superordinador, per si de cas ell i l'Aelita no es trobessin disponible. Durant la lliçó, en Jeremie és atacat per un clon polimòrfic del XANA, deixant els seus amics al càrrec de l'ordinador. |           |                                                              |                         |                                           |
| 8 | 73        | «Rèplica» «Réplika»                                          | 21 d'agost del 2007     | 24 de juliol del 2007                     |
| El grup viatja cap a una de les rèpliques de Lyoko creades pel XANA en el Mar digital, exactament una còpia del sector del bosc. De mentre l'Odd i l'Aelita es troben amb problemes. |           |                                                              |                         |                                           |
| 9 | 74        | «M'estimo més no parlar-ne» «Je préfère ne pas en parler»    | 22 d'agost del 2007     | 31 de juliol del 2007                     |
| El grup li demana a en Jim que els entreni perquè així es veuran més capaços d'enfrontar-se al XANA. Tanmateix el XANA els ataca en ple entrenament posseint un porc senglar. |           |                                                              |                         |                                           |
| 10 | 75        | «Dutxa calenta» «Corps céleste»                              | 23 d'agost del 2007     | 14 d'agost del 2007                       |
| Un cometa passa a prop de la Terra, i el XANA ho aprofita per a fer-se càrrec d'un satèŀlit artificial militar equipat amb una arma làser, i trencar-lo en diverses porcions. D'aquesta manera fa que caigui en ruta de col·lisió cap a la factoria on es troba el superordinador. |           |                                                              |                         |                                           |
| 11 | 76        | «El llac» «Le lac»                                           | 24 d'agost del 2007     | 21 d'agost del 2007                       |
| En Jeremie, l'Aelita, l'Ulrich, i l'Odd surten en una excursió de l'escola cap a una illa emmig d'un llac, per tal d'observar la vida de les plantes aqüíferes. Naturalment, el XANA ho aprofita… |           |                                                              |                         |                                           |
| 12 | 77        | «Perduda al fons del mar» «Torpilles virtuelles»             | 27 d'agost del 2007     | 28 d'agost del 2007                       |
| L'Hiroki li pren el diari personal a la Yumi, i l'Ulrich el troba. De mentre, en Jeremie crea un nou programa per tal de trobar en William. |           |                                                              |                         |                                           |
| 13 | 78        | «Rata de laboratori» «Expérience»                            | 28 d'agost del 2007     | no es va emetre per un problema d'emissió |
| En Jeremie ha perfeccionat el seu procés de teleportació, permetent-li enviar la resta de l'equip a la localització del superordinador de XANA en el món real, i així destruir-lo. |           |                                                              |                         |                                           |
| 14 | 79        | «Un fart de fardar» «Arachnophobie»                          | 29 d'agost del 2007     | 8 de setembre del 2007                    |
| Després de fallar en la destrucció del superordinador de l'Amazònia, el grup es prepara per acabar la feina. De mentre, l'Odd fa una aposta intrigant amb l'Ulrich. |           |                                                              |                         |                                           |
| 15 | 80        | «Viure com un gos» «Kiwodd»                                  | 29 d'agost del 2007     | 15 de setembre del 2007                   |
| L'Odd pretén portar el Kiwi a Lyoko, però el gos acaba sent absorbit pel jove. Ara l'Odd es troba que gradualment comença a tenir actituds pròpies d'un gos, com gratar-se amb els peus o ensumar les coses. |           |                                                              |                         |                                           |
| 16 | 81        | «Manca de bona voluntat» «"Œil pour œil»                     | 30 d'agost del 2007     | 22 de setembre del 2007                   |
| En Jeremie ha desenvolupat un programa per a fer que el clon d'en William sigui més llest, però encara te problemes amb la corba d'aprenentatge. La Milly i la Tamiya han escoltat el grup parlant del clon, i decideixen preguntar-li directament. |           |                                                              |                         |                                           |
| 17 | 82        | «Record llunyà» «Mémoire blanche»                            | 31 d'agost del 2007     | 29 de setembre del 2007                   |
| Arriben les vacances a Kàdic i tothom se'n va cap a casa. Però l'Aelita no té cap casa on anar, i decideix tornar a Lyoko. Allà es troba un missatge d'en Franz Hopper que li comunica que ha construït una bombolla de simulació a Lyoko. L'Aelita es posa molt contenta per poder tornar a veure el seu pare, però descobreix que és uns trampa del XANA.                                                                                 |           |                                                              |                         |                                           |
| 18 | 83        | «Mala sort» «Superstition»                                   | 8 de setembre del 2007  | 6 d'octubre del 2007                      |
| L'Odd trenca un mirall, i es troba que la mala sort que això li ocasiona el persegueix per tot arreu, fins i tot a Lyoko. Una errada en el seu avatar virtual s'estén cap els seus amics i això els comporta ralentitzacions en les seves accions, pauses incontrolades i desvirtualitzacions a l'atzar. |           |                                                              |                         |                                           |
| 19 | 84        | «Míssil guiat» «Missile guidé»                               | 15 de setembre del 2007 | 13 d'octubre del 2007                     |
| En Jeremie guanya un concurs, i el premi és pilotar un avió de combat, armat. L'Odd va ser qui li va suggerir que entrés al concurs, i ara es troba un xic molest. De mentre, el XANA posseeix el jet, i obliga a en Jeremie a que destrueixi la factoria, i se suïcidi estavellant l'avió. |           |                                                              |                         |                                           |
| 20 | 85        | «Una bomba a Kàdic» «La belle de Kadic»                      | 22 de setembre del 2007 | 3 de novembre del 2007                    |
| Brynga, una amiga islandesa de la Sissi, arriba a l'escola. Ben aviat tots els nois se centren el ella, i la Sissi es posa molt gelosa. Quan la Brynga mostra interès per l'Odd, aquest li ensenya el superordinador. |           |                                                              |                         |                                           |
| 21 | 86        | «Un gos multiplicat per dos» «Kiwi superstar»                | 29 de setembre del 2007 | 24 de desembre del 2007                   |
| Les noves habilitats del Kiwi són massa difícils de manejar pel grup, i obliguen a l'Odd a que el deixi a la fàbrica. Després de fer-ho, el XANA posseeix Kiwi 2, el robot d'en Jeremie, i el converteix en un exèrcit de gossos d'atac auto-replicats. |           |                                                              |                         |                                           |
| 22 | 87        | «Una odissea a l'espai» «Planète bleue»                      | 6 d'octubre del 2007    | 31 de desembre del 2007                   |
| Es fa una inspecció sorpresa dels dormitoris de l'escola, i l'Odd ha de convèncer la Yumi perquè li guardi el Kiwi a casa seva. De mentre, en Jeremie ha localitzat una nova rèplica, una còpia del sector 5. El seu superordinador està ubicat en l'Estació Espacial Internacional que orbita la Terra. |           |                                                              |                         |                                           |
| 23 | 88        | «Cosins» «Cousins ennemis»                                   | 13 d'octubre del 2007   | 14 de gener del 2008                      |
| En Patrick, cosí d'en Jeremie, ve a fer-li una visita. En Jeremie no es troba del tot còmode amb aquesta visita, perquè el seu cosí és molt guai comparat amb ell. En el moment de descobrir una altra rèplica, en Jeremie i els seus amics comencen a organitzar un pla per destruir-la, deixant sola la Sissi amb en Patrick. Ella ho aprofita per mirar de convèncer-lo perquè la deixi regirar pels fitxers del seu ordinador portàtil. |           |                                                              |                         |                                           |
| 24 | 89        | «La música amanseix les feres» «Il est sensé d'être insensé» | 20 d'octubre del 2007   | 21 de gener del 2008                      |
| Arriba el primer concert de l'Aelita amb els Subdigitals, però la seva por escènica amenaça amb tirar per terra tots els seus esforços. De mentre l'Odd cerca desesperadament una entrada de més per a poder tenir una cita. Quan per fi s'inicia el concert, el XANA ataca intentant segrestar l'Aelita, i ja de passada posseeix la Milly i la Tamiya per tal de tenir un ajut extra.                                                     |           |                                                              |                         |                                           |
| 25 | 90        | «Doble identitat» «Médusé»                                   | 27 d'octubre del 2007   | 28 de gener del 2008                      |
| L'Aelita troba una foto d'ella mateixa amb en Franz Hopper a l'Ermita, davant d'una equació matemàtica. En Jeremie descobreix que el programa treballa d'una manera especial, que tot i que no és profitós, és bo de saber. De mentre, l'Odd vol impressionar una amiga a classe de fotografia, però inadvertidament li envia la foto a la Sissi i li envia la de l'Aelita i el seu pare.                                                   |           |                                                              |                         |                                           |
| 26 | 91        | «Mala cobertura» «Mauvaises ondes»                           | 3 de novembre del 2007  | 4 de febrer del 2008                      |
| L'Odd presenta una de les seves pel·lícules, però no està especialment content amb l'arribada dels seus pares. Segons ell, ells mai no hi troben cap pega en res del que fa, i això el treu de polleguera. |           |                                                              |                         |                                           |
| 27 | 92        | «Suor freda» «Sueurs froides»                                | 3 de novembre del 2007  | 11 de febrer del 2008                     |
| El diari de Kàdic publica una fotografia comprometedora de la Yumi, i aquesta es pensa que ha estat obra de l'Odd. Però ell s'ho manega perquè aparegui l'Ulrich com a culpable, i ara la Yumi s'enfada amb ell. A banda d'això, en Jeremie inicia una missió cap a la nova rèplica, una còpia del sector del gel. El seu superordinador està ubicat a Sibèria.                                                                             |           |                                                              |                         |                                           |
| 28 | 93        | «El retorn» «Retour»                                         | 3 de novembre del 2007  | 18 de febrer del 2008                     |
| En Jeremie es dona compte que han estat subestimant el XANA i el seu poder, i per tal de seguir la lluita dissenya un sistema multi-agent nou. Tanmateix encara es troba en fase de desenvolupament, i més urgent és aconseguir alliberar en William. |           |                                                              |                         |                                           |
| 29 | 94        | «Lluita a mort» «Contre-attaque»                             | 10 de novembre del 2007 | 25 de febrer del 2008                     |
| Amb la pèrdua de l'Skid, i les rèpliques del XANA en un nombre incontable, en Jeremie segueix treballant en el seu sistema multi-agent. De mentre l'Aelita té malsons respecte la mort del seu pare a mans del XANA. |           |                                                              |                         |                                           |
| 30 | 95        | «Records del passat» «Souvenirs»                             | 10 de novembre del 2007 | 3 de març del 2008                        |
| Ara que la seva missió ha finalitzat, el grup fa memòria dels moments viscuts a Lyoko. De mentre, la Sissi li posa un mecanisme de recerca a l'Ulrich per tal d'esbrinar el seu secret. |           |                                                              |                         |                                           |

### Codi Lyoko: Evolució
| # | # (sèrie) | Nom                                                                | Data d'estrena a França | Data d'estrena als EUA |
| --- | --------- | ------------------------------------------------------------------ | ----------------------- | ---------------------- |
| 1 | 96        | «XANA 2.0»                                                         | 19 de desembre del 2012 | Desconeguda            |
| Ha passat un any des que el grup derrotés el XANA, la inteŀligència artificial que amenaçava el món. Però a l'Aelita li va semblar veure un rastre del XANA al matí. En Jeremie es nega a creure-ho, però el timbre del coŀlegi fa un grinyol estrany i explota davant els ulls de tots. Després d'un breu cop d'ull, els Guerrers de Lyoko estan d'acord: Alguna cosa està malament. Deixant en William, decideixen anar a Lyoko a comprovar que tot estigui bé i a veure si troben alguna resposta… Quan en Jeremie els demana que tornin a la Terra, el superescàner detecta alguna cosa tan familiar com funest: una torre acaba d'activar-se. La torre acaba d'aparèixer en el sector 5. L'Aelita i l'Odd decideixen anar a desactivar-la, però tres megatancs estan en camí… Conclusió de tot això? Els Guerrers de Lyoko tornen a la càrrega! |           |                                                                    |                         |                        |
| 2 | 97        | «Còrtex» «Cortex»                                                  | 5 de gener del 2013     | Desconeguda            |
| En Jeremie troba una manera de recrear l'Skidbladnir, pel que l'equip pot esbrinar en quin món virtual el recentment reactivat XANA està amagat. En William se sent profundament afligit pel que havia estat fent en els últims mesos, mentre que estava sota el control del XANA, però es va adonar que alguna cosa molt dolenta passava amb el XANA ja que l'Odd queda atrapat a Kàdic per en Jim. A Lyoko, després de pujar a l'Skid, ràpidament viatgen a través del Mar digital i arriben a la rèplica nova: Còrtex, que en Jeremie ha trobat plena de senyals del XANA. |           |                                                                    |                         |                        |
| 3 | 98        | «Espectromania» «Spectromania»                                     | 5 de gener del 2013     | Desconeguda            |
| El XANA envia un espectre polimòrfic a la Terra en forma d'un alumne i ataca als Guerrers de Lyoko, i aquests comencen a sentir-se malament. A Lyoko, l'Ulrich i l'Aelita són desvirtualitzats ràpidament, i per a sorpresa de tots, la Yumi desactiva la torre. Tot i això, els problemes no venen sols, i el XANA aconsegueix activar una segona torre i desvirtualiza a la Yumi. L'Odd la desactiva, per sorpresa de tots també. En Jeremie descobreix que tots els Guerrers són capaços de desactivar torres gràcies als codis fonts que els implantar el XANA, i que els ajuda a descobrir que el XANA ha recuperat el 75% del seu poder. |           |                                                                    |                         |                        |
| 4 | 99        | «Senyora Einstein» «Madame Einstein»                               | 19 de gener del 2013    | Desconeguda            |
| Arriba una nova a Kàdic anomenada Laura. És inteŀligent com en Jeremie, tant en la ciència com en la informàtica. A més, descobreix el superordinador i ajuda a depurar un programa d'en Jeremie. Els Guerrers de Lyoko fan un segon viatge a Còrtex, i amb un nou vehicle per al sector canviant: el Megapod. Al final, fan una votació per decidir si es queda la Laura, però com l'Aelita vota en contra fan un retorn al passat. |           |                                                                    |                         |                        |
| 5 | 100       | «Rivalitat» «Rivalité»                                             | 26 de gener del 2013    | 28 de febrer del 2013  |
| El XANA crea un clon polimòrfic d'en William, que abraça la Yumi i li comença a robar codis font. La torre està en el sector del desert. Però hi ha una trampa: una taràntula és invisible. L'Odd desactiva la torre i el clon desapareix. Més tard revisen els codis font: l'Aelita: 88%, l'Odd: 68%, l'Ulrich: 75%, la Yumi: 79%, el XANA ha recuperat el 75% del seu poder. L'Odd rep una trucada, i una altra torre és activada en el sector de les muntanyes. El XANA pren el control de la telefonia mòbil. Com L'Aelita, L'Odd i la Yumi ja havien anat a Lyoko, decideixen que en William vagi amb L'Ulrich a Lyoko malgrat els dubtes i la rivalitat entre ells. L'Ulrich gairebé cau al mar digital, però en William el salva. L'Ulrich desactiva la torre.                                                                                |           |                                                                    |                         |                        |
| 6 | 101       | «Sospites» «Soupçons»                                              | 2 de febrer del 2013    | Desconeguda            |
| Els Guerrers de Lyoko tornen a Còrtex, aquest cop amb en William a L'Skid. L'Aelita vol trobar més dades del seu pare allà. Mentrestant, a la Terra, el Japó ha patit una gran tempesta i la Yumi decideix quedar-se a Kàdic amb un altre estudiant, Rémy. Més tard el XANA activa una volta i crea tres espectres polimòrfics d'en Rémy. |           |                                                                    |                         |                        |
| 7 | 102       | «Compte enrere» «Compte-à-rebours»                                 | 9 de febrer del 2013    | Desconeguda            |
| Mentre que una torre és activada el sector del desert de Lyoko, en Jeremie envia als Guerrers de Lyoko per desactivar-la, però es troben amb un mur de blocs, i tots són desvirtualitzats. L'Odd ha romàs a l'escola per veure una de les seves antigues nòvies, la Samantha Knight, que estarà a Kàdic durant un trimestre. Però l'Odd és atacat per un clon polimòrfic del XANA, amb efectes secundaris molt desafortunats en la seva parla: no pot dir res coherent i barreja paraules. Els Guerrers de Lyoko no tenen altra opció de trobar i enviar l'Odd a Lyoko per destruir el mur i posar fi a l'atac del XANA. Mentrestant, l'Aelita i en Jeremie posen en marxa l'anàlisi dels arxius recuperats al cor de Còrtex, incloent un vídeo que revela qui està darrere del superordinador que va permetre la resurrecció del XANA.              |           |                                                                    |                         |                        |
| 8 | 103       | «Virus»                                                            | 16 de febrer del 2013   | Desconeguda            |
| Per fer un virus que sigui usat a Còrtex, en Jeremie decideix cridar a la Laura perquè els ajudi, i després fer un retorn al passat. Mentre proven el virus, la Laura té alguna cosa de records del que va fer a la fàbrica. I per empitjorar les coses, apareixen uns nous monstres a Còrtex: els Ninjas. |           |                                                                    |                         |                        |
| 9 | 104       | «Una trampa pel XANA» «Comment tromper XANA»                       | 23 de febrer del 2013   | Desconeguda            |
| Per enganyar el XANA i evitar que agafi més codis font, a en Jeremie se li ocorre la idea de posar codis trampa a un d'ells, i l'Ulrich surt com a voluntari. El XANA activa una torre, i ara l'espectre en lloc d'abraçar, el que fa és “hipnotitzar”. |           |                                                                    |                         |                        |
| 10 | 105       | «El guerrer es desperta» «Le réveil du guerrier»                   | 2 de març del 2013      | Desconeguda            |
| Els Guerrers de Lyoko necessiten tornar a Còrtex per obtenir més informació d'aquest món virtual. Però sembla perillosa missió contra les àgils i precises “criatures negres” que protegeixen el nucli. I malgrat tot, l'Ulrich té una competència de karate amb alumnes d'un altre coŀlegi. |           |                                                                    |                         |                        |
| 11 | 106       | «Cita» «Rendez-vous»                                               | 9 de març del 2013      | Desconeguda            |
| El XANA llança un atac inusual activant i desactivant aleatòriament dues torres. Mentre els Guerrers de Lyoko tracten de desactivar les dues torres, l'Aelita cau en un parany per un espectre que es fa passar per la seva mare Anthéa Hopper. En Jeremie és l'únic que pot ajudar. A mesura que el geni va a ajudar l'Aelita, la Laura pren el control del superordinador i guia magistralment la missió a Lyoko. |           |                                                                    |                         |                        |
| 12 | 107       | «Caos a Kàdic» «Chaos à Kadic»                                     | 16 de març del 2013     | Desconeguda            |
| Un gran virus informàtic crea caos general a Kàdic. La nota dels alumnes es barregen, entre altres coses. Advertit d'un atac del XANA, en Jeremie virtualitza als Guerrers de Lyoko però no troben la torre activada. Gràcies a la Laura es descobreix que l'atac ve de Còrtex. Mentre que els Guerrers de Lyoko hi van per desactivar la torre, la Laura, per evitar ser retirada de l'escola pel seu pare, decideix portar-lo a la fàbrica per mostrar-li el laboratori d'en Jeremie i el vol convèncer per a romandre a Kàdic. |           |                                                                    |                         |                        |
| 13 | 108       | «Divendres 13» «Vendredi 13»                                       | 23 de març del 2013     | Desconeguda            |
| L'Odd pensa que és l'únic guanyador del premi més gran de la loteria, però realment ha de compartir els seus guanys amb diversos milions de guanyadors. En Jeremie s'adona que la loteria és un parany del XANA. Però aquest atac és per despistar al grup: el XANA ha posat un virus a l'Skid. |           |                                                                    |                         |                        |
| 14 | 109       | «Intrús» «Intrusion»                                               | 30 de març del 2013     | Desconeguda            |
| En Jeremie i l'Aelita han creat un virus que pretenen introduir a Còrtex. Per això tots els Guerrers de Lyoko, excepte l'Ulrich que està enfadat amb la Yumi, viatgen a Còrtex. Quan arriben al nucli l'Alelita introdueix un programa esquer i el virus. Llavors apareixen diversos Ninjas, que són derrotats sense dificultat. Els Guerrers de Lyoko tornen a l'Skid, però, un Ninja els segueix… |           |                                                                    |                         |                        |
| 15 | 110       | «Sense els codis» «Les sans-codes»                                 | 6 d'abril del 2013      | Desconeguda            |
| L'Odd es trobava passejant pel parc, quan de sobte apareix un espectre i li treu tots els seus codis. A causa d'això el XANA recupera el 85% del seu poder. A més, el XANA torna a llançar un altre atac… |           |                                                                    |                         |                        |
| 16 | 111       | «Confusió» «Confusion»                                             | 13 d'abril del 2013     | Desconeguda            |
| El XANA ha llançat diversos atacs molt rars (cada atac va durar uns pocs segons). La Laura i els Guerrers de Lyoko no saben què passa. En investigar descobreixen que alguna cosa estranya passa a Còrtex… |           |                                                                    |                         |                        |
| 17 | 112       | «Un futur professional assegurat» «Un avenir professionnel assuré» | 20 d'abril del 2013     | Desconeguda            |
| En Tyron envia a un home anomenat Graven a l'escola on estudien els Guerrers de Lyoko, Kàdic. En Jeremie i l'Aelita s'adonen que hi ha una balisa (aparell de rastreig) a Lyoko. No obstant això, quan intenten destruir-la sorgeixen complicacions. A més, la Laura és interrogada pel sequaç d'en Tyron, el qual li ofereix un treball molt important i ben pagat si delata als seus amics. |           |                                                                    |                         |                        |
| 18 | 113       | «Obstinació» «Obstination»                                         | 27 d'abril del 2013     | Desconeguda            |
| Després de completar el virus per acabar amb el XANA, l'Aelita arriba a Còrtex per llançar-lo. No obstant això, la missió és avortada quan és activada la càmera web d'en Tyron i l'Aelita veu la seva mare treballant al seu costat. |           |                                                                    |                         |                        |
| 19 | 114       | «La trampa» «Le piège»                                             | 5 de maig del 2013      | Desconeguda            |
| Per permetre a l'Aelita tenir temps per trobar la seva mare, els Guerrers de Lyoko decideixen retardar la progressió de poder del XANA. Per això, en Jeremie té un pla: capturar un espectre i treure-li els codis. L'operació comença a executar-se sense problemes i l'espectre es troba atrapat en un escàner. Però mentre que en Jeremie li treu els codis, l'espectre comença a destruir els escàners i en Jeremie no té més remei que virtualitzar-lo a Lyoko. No obstant això, l'espectre es transforma immediatament en un remolí de partícules estranyes de color verd devastadores per als Guerrers de Lyoko… |           |                                                                    |                         |                        |
| 20 | 115       | «Espionatge» «Espionnage»                                          | 13 de desembre del 2013 | Desconeguda            |
| En Jeremie ha creat un programa per hackejar la xarxa de vigilància d'en Tyron, amb l'objectiu de tractar d'establir contacte amb la mare de l'Aelita. Els Guerrers de Lyoko es dirigeixen a Còrtex per instal·lar aquest programa. Però intervenen els Ninjas i un sistema de seguretat, en Jeremie no havia predit que l'operació falli. La càmera d'en Tyron està hackejada per en Jeremie, però és impossible aconseguir el senyal per connectar-lo al laboratori de la fàbrica. Per tant, l'Aelita decideix quedar-se a Còrtex per espiar la càmera directament. Per justificar la seva absència a l'escola, en Jeremie crea un clon polimòrfic molt precipitat i imperfecte de l'Aelita que planteja encara més problemes per a ells… |           |                                                                    |                         |                        |
| 21 | 116       | «Falses semblances» «Faux-semblants»                               | 14 de desembre del 2013 | Desconeguda            |
| Mentre els Guerrers de Lyoko es preparen per gaudir d'una tarda assolellada, el XANA llança un atac. Apareix un espectre amb la forma… dels mateixos Guerrers de Lyoko! Encara que constantment l'espectre canvia de forma. A més, no solament hauran de lluitar contra els espectres a la Terra, sinó que també hauran de fer-ho a Lyoko. |           |                                                                    |                         |                        |
| 22 | 117       | «Motí» «Mutinerie»                                                 | 15 de desembre del 2013 | Desconeguda            |
| La Laura no entén per què en Jeremie no vol executar el virus al superordinador de Còrtex per destruir el XANA d'una vegada per sempre. Així que decideix fer el que està intentat fer en Jeremie. Ella convenç en William per ajudar-la al seu acte en secret. En William està convençut que ella ho farà millor que els altres i que evitaran una catàstrofe global des del començament. Però una vegada que arriben a Còrtex, apareix la medusa i en William és posseït pel XANA… a mig fer. |           |                                                                    |                         |                        |
| 23 | 118       | «El pitjor dia d'en Jeremie» «Le blues de Jérémie»                 | 16 de desembre del 2013 | Desconeguda            |
| És l'aniversari de l'Aelita, i en Jeremie ha estat enganyat pel XANA. Després d'una desastrosa missió, es troben sense l'Skid i superescàner! Estan en mans del XANA, més vulnerables que mai. En Jeremie demostra per primera vegada que se sent incapaç de fer front a la situació. L'Aelita ha de prendre el control a l'assumpte i aturar al XANA… |           |                                                                    |                         |                        |
| 24 | 119       | «Paradoxa temporal» «Paradoxe temporel»                            | 17 de desembre del 2013 | Desconeguda            |
| Després que van a desactivar una torre a Còrtex, l'Aelita, l'Odd i l'Ulrich cauen en un parany d'en Tyron. Queden atrapats en una estranya esfera que els transporta a un parell d'hores abans de la classe de gimnàstica. Allà s'adonen que estan atrapats en una espècie de bucle temporal. Només queda una solució: Advertir-li a en Jeremie. Però… Com ho faran si ja no estan en la mateixa dimensió espaciotemporal? |           |                                                                    |                         |                        |
| 25 | 120       | «Matança» «Hécatombe»                                              | 18 de desembre del 2013 | Desconeguda            |
| Mentre la Yumi i l'Aelita estan en una missió a Còrtex, un espectre ataca a l'acadèmia Kàdic. L'Odd i l'Ulrich estan incomunicats, per la qual cosa les noies es veuen obligades a desactivar la torre. Desafortunadament, la Yumi és desvirtualizada… Les coses es posen difícils perquè l'espectre li treu altre cop tots els codis a l'Odd i després a l'Ulrich. L'Aelita és l'última capaç de desactivar la torre, ja que tots han perdut els seus codis a la matança del XANA… |           |                                                                    |                         |                        |
| 26 | 121       | «L'última missió» «Ultime mission»                                 | 19 de desembre del 2013 | Desconeguda            |
| Els Guerrers de Lyoko es troben a Còrtex per llançar el virus al superordinador d'en Tyron. Aquesta ha de ser la seva última missió que els permetrà destruir el XANA. Però és un fracàs. Han d'esperar dotze hores per revirtualitzar-se, tornen a Còrtex a completar la seva missió. Però es produeix un esdeveniment inesperat: en Tyron arriba a Kàdic i demostra ser el tutor legal de l'Aelita perquè es va casar amb l'Anthéa! Ell la posa enfront d'una terrible elecció: en Tyron l'ajudarà a trobar a la seva mare si accepten no activar el virus. L'Aelita tria el virus, convençuda que la seva mare estaria d'acord amb ella. Les coses se li escapen, i tractant d'evitar que el seu superordinador sigui destruït per un virus, en Tyron decideix apagar-lo…                                                                         |           |                                                                    |                         |                        |